# Chajczyny
Chajczyny [pronunciación en polaco: /xai̯ˈt͡ʂɨnɨ/] es un pueblo ubicado en el distrito administrativo de Gmina Zelów, dentro del Distrito de Bełchatów, Voivodato de Łódź, en Polonia central. Se encuentra aproximadamente a 9 kilómetros al oeste de Zelów, a 22 kilómetros al noroeste de Serłchatów, y a 44 kilómetros al suroeste de la capital regional Łódź.